# St. Mariä Himmelfahrt (Ginderich)
St. Mariä Himmelfahrt ist die in den Jahren 1280 bis 1330 errichtete römisch-katholische Kirche des Weseler Ortsteils Ginderich am Niederrhein. Im Mittelalter wurde die Kirche aufgrund des dortigen Gnadenbildes der Maria zur Wallfahrtsstätte. 

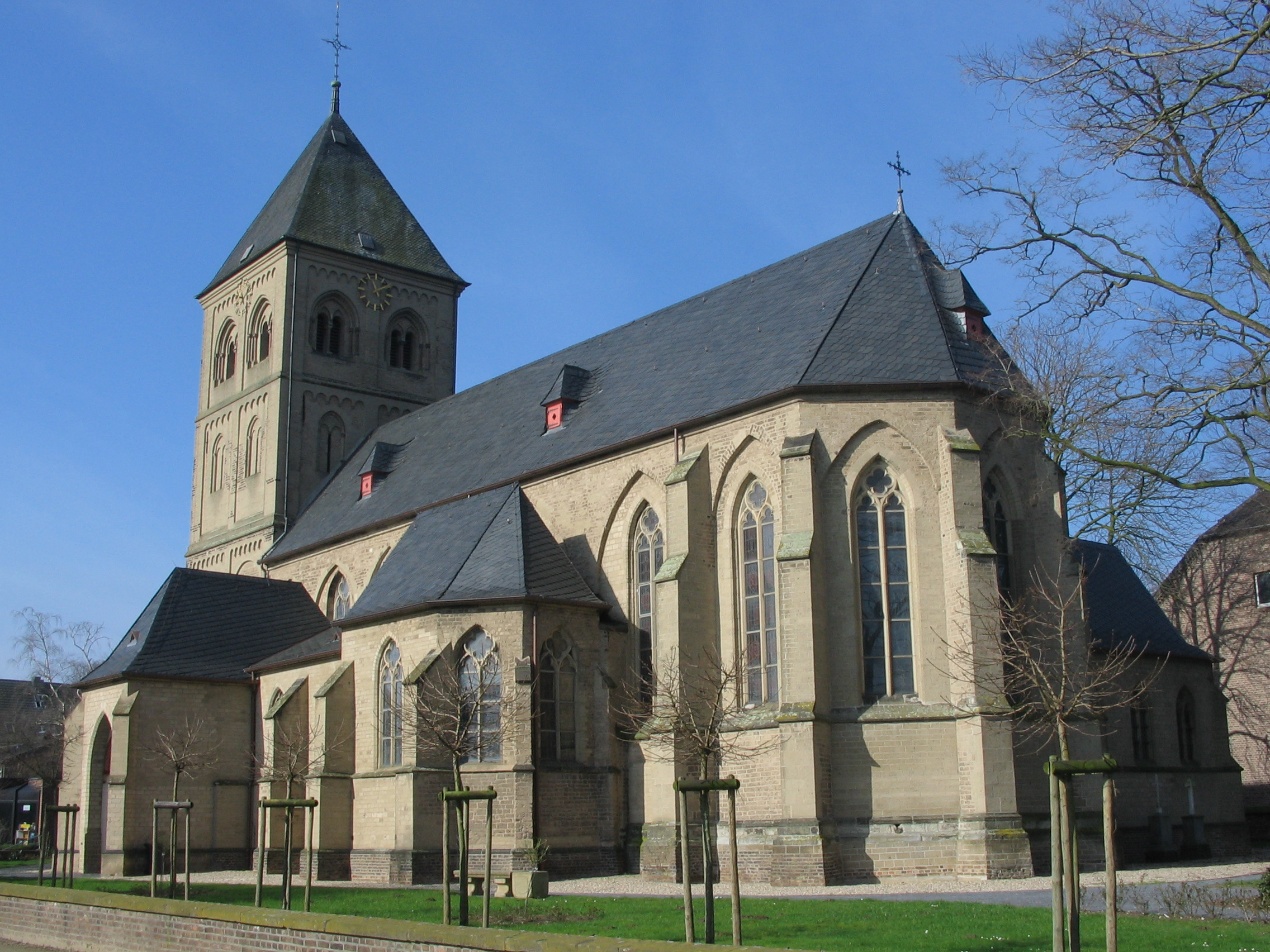
St. Mariä Himmelfahrt Ginderich

## Geschichte und Beschreibung
Die erste Erwähnung der Gindericher Kirche, errichtet zu Ehren der heiligen Mutter Gottes, die sich daselbst durch Wunderzeichen den Anrufenden gnädig zeigte, erfolgte 1190 durch den Kölner Erzbischof Anno II. Von dieser im romanischen Stil ausgeführten Kirche blieb der Westturm erhalten. Chor und Langhaus wurden im 14. Jahrhundert abgerissen und durch einen umfangreicheren Bau ersetzt, um die steigende Zahl von Wallfahrern aufnehmen zu können. Das ursprünglich verehrte Marienbild wurde nach der Neuerrichtung wahrscheinlich als unzeitgemäß angesehen und durch eine gotische Sitzmadonna ersetzt, welche zum Ende des 19. Jahrhunderts nochmals überarbeitet wurde. Mit der Thronbesteigung des Kurfürsten Friedrich Wilhelm 1640 fand die Wallfahrt ein gesetzlich verfügtes Ende. 1870 wurde die dreischiffige Kirche durch Heinrich Wiethase um eine Sakristei und eine Vorhalle an der Südseite erweitert, Beichtstuhl, Chorgestühl u. a. erneuert. Im Dezember 2005 rief das Bistum Münster den Wallfahrtsort Ginderich wieder offiziell aus.

## Ausstattung
Zu den bedeutendsten Werken der Kirche zählen der nahezu vollständig erhaltene Taufstein aus der Zeit um 1470–1480 und vier spätgotische Plastiken, die Jakobus, Rochus von Montpellier und wahrscheinlich Winfried Bonifatius sowie den Gründungsbischof der Kirche darstellen.
Im März 2016 erhielt die Kirche eine restaurierte englische Orgel aus der Werkstatt Conacher (19. Jh.), die die Firma Orgelbau Schulte besorgte. Die Orgel hat zwei Manuale und 20 Register, davon drei neue auf vorhandenen Stöcken. Das erste Manualwerk für die Choir Organ ist vakant. Das Instrument hat mechanische Manual-Trakturen und pneumatische Pedal-Trakturen.
| I Great Organ C–g3 |    |
| Open Diapason      | 8′ |
| Clarabella         | 8′ |
| Dulciana           | 8′ |
| Principal          | 4′ |
| Harmonic Flute     | 4′ |
| Fifteenth          | 2′ |
| Mixture III        |    |
| Trumpet            | 8′ |

| II Swell Organ C–g3 |     |
| Bourdon             | 16′ |
| Open Diapason       | 8′  |
| Lieblich Gedackt    | 8′  |
| Salicional          | 8′  |
| Vox coelestis       | 8′  |
| Gemshorn            | 4′  |
| Flautina            | 2′  |
| Cornopean           | 8′  |
| Oboe                | 8′  |
| Clarion             | 4′  |
| Tremulant           |     |

| Pedal C–f1    |     |
| Open Diapason | 16′ |
| Bourdon       | 16′ |

- Koppeln: II/I, II/II Superoktavkoppel, I/P, II/P

## Sonstiges
Im Frühjahr 2016 gründete sich ein Verein zur Förderung von Kunst und Kultur St. Mariä Himmelfahrt Wesel-Ginderich, der nicht nur die Orgel einer breiteren Öffentlichkeit durch Orgelkonzerte präsentieren, sondern auch das kulturelle Leben im Ort neu beleben will.